# Antonio Marin
Antonio Marin (* 9. Januar 2001 in Zagreb) ist ein kroatischer Fußballspieler, der als Mittelfeldspieler für Dinamo Zagreb unter Vertrag steht.

## Karriere

### Verein
Der gebürtige Zagreber begann seine Jugendkarriere bei NK ZET Zagreb, bevor er 2009 in die Jugendakademie von Dinamo Zagreb wechselte. Trotz Interesse von mehreren europäischer Großklubs unterzeichnete das Talent am 9. Oktober 2017 einen dreijährigen Profivertrag bei dem Verein. Am 19. Mai 2018 gab er sein Profidebüt und ersetzte Petar Stojanović bei einem 3:1-Sieg gegen Inter Zaprešić in der 1. HNL. Am Ende der Saison gewann er seinen ersten Meistertitel mit Zagreb. In der Saison 2018/19 absolvierte er 7 Spiele und gewann mit Dinamo das zweite Mal die Meisterschaft. Im August 2019 unterzeichnete er einen neuen Vertrag bei Dinamo mit einer fünfjährigen Laufzeit.

### Nationalmannschaft
Er hat bisher kroatische Auswahlteams von der U15 bis zur U21 vertreten.

## Erfolge

### Verein
- 2018, 2019: Kroatischer Meister
- 2018: Kroatischer Pokalsieger